# TMT Group
TMT Group är ett estländskt företag med säte i Tallinn, verksamt bland annat i mekaniska verkstadsbranschen. TMT Group, där TMT är en förkortning av det tidigare namnet Tallinna Masinatehas, grundades av Franz Krull 1865. Det blev aktiebolag 1898 under namnet AS Franz Krull (tyska: Aktien-Gesellschaft der Maschinenfabrik Franz Krull, ryska: Акционерное общество машиностроительного завода Франц Крулль.)

## Historia
Företaget grundades av den från Holstein invandrade mässingssmeden Franz Krull (1835–1901), med mästarbrev från Lübeck, i Narva i dåvarande Ryssland 1865. Han hade kommit till Novgorod ett år tidigare som montör för ett tyskt företag som levererade utrustning för destillerier. Han hyrde då en verkstad för mässings- och kopparsmide, där han började tillverka utrustning för livsmedelsindustri och läkemedelslaboratorier. Den viktigaste produkten blev från 1870 en ny vodkadestillationsapparat, vilken var effektivare än tidigare apparater.  
År 1875 sålde Franz Krull verkstaden i Narva och flyttade företaget till dåvarande Reval, där det byggdes en fabrik för 14 arbetare på Paldiskivägen i sydvästra Reval.  År 1898 bildade hans söner Franz Krull den yngre (1868–1917) och Gerhard Krull (1872–1914) tillsammans med den tysk-baltiske bankiren Edgar Höppener (1865–1937) aktiebolaget AS Franz Krull. Verksamheten flyttades 1899 till ett nybyggt stort fabrikskomplex vid Kopligatan i stadsdelen Kalamaja.
Företaget tillverkade bland annat ånglok, maskiner för kraftverk och skifferoljeföretag samt jordbruksmaskiner. Under den sovjetiska tiden nationaliserades företaget och blev en av de största leverantörerna till Sovjetunionens ministerium för gasutvinning. År 1945 omdöptes fabriken till Ryska federationsfabriken Nr 9 (Завод № 9 Главгазтоппром). Åren 1971–1990 hette den Tallinna Masinatehas J. Lauristin efter den kommunistiska politikern Johannes Lauristin (1899–1941), som 1940 blev den första regeringschefen för Estniska socialistiska sovjetrepubliken.
Produktionen av värmeväxlare, som är nuvarande huvudprodukt, startade redan 1963 som tillverkning av luftkylare till sovjetiska oljeraffinaderier. 
Tallinna Masinatehas privatiserades 1993, efter Estlands andra självständighet.
Från och med 2018 kallas den OÜ Tallinna Masinatehas. Den koncentrerades på produktion av värmeväxlare.

## Bildgalleri

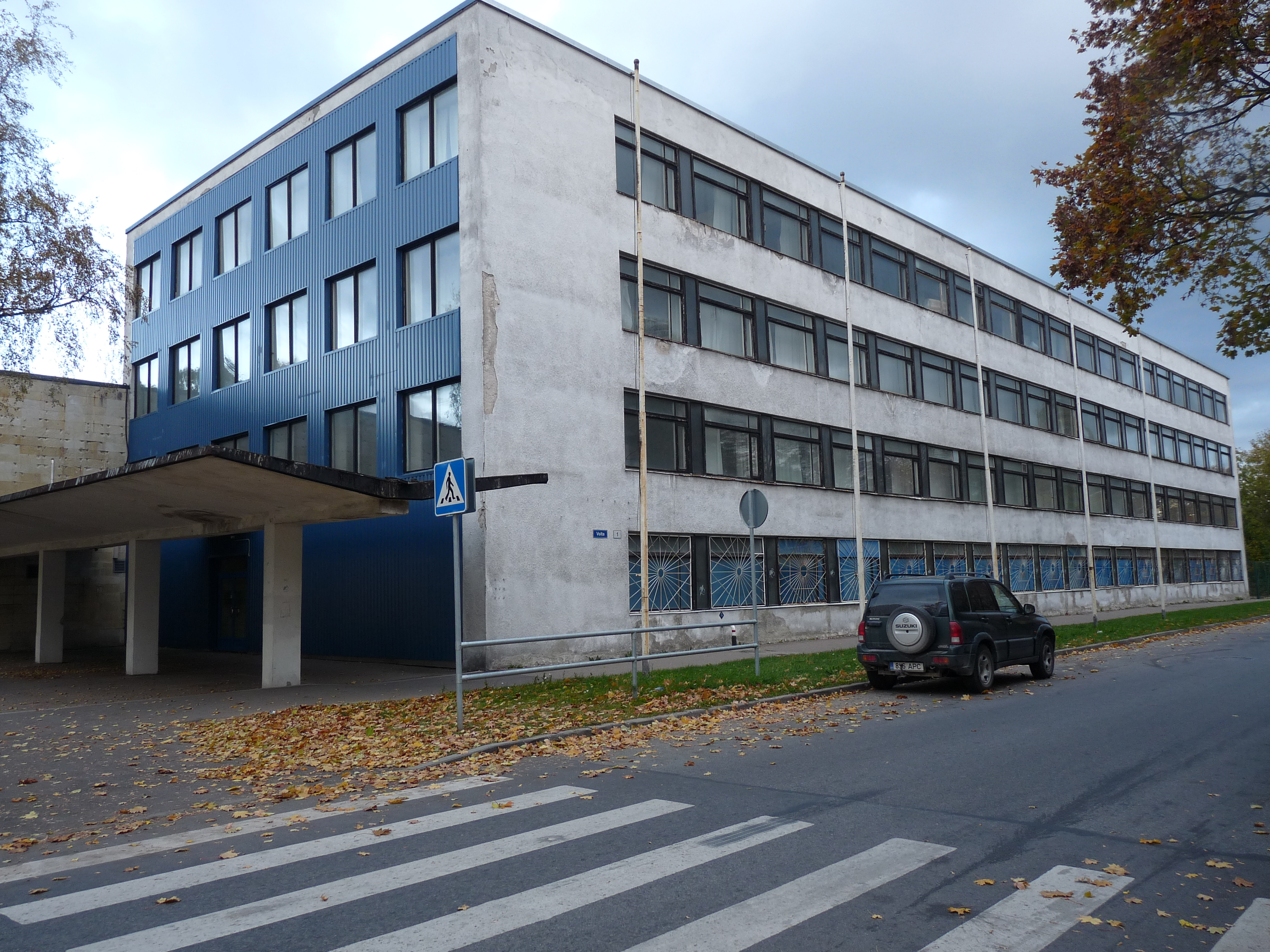
TMT-fabriken, 2010
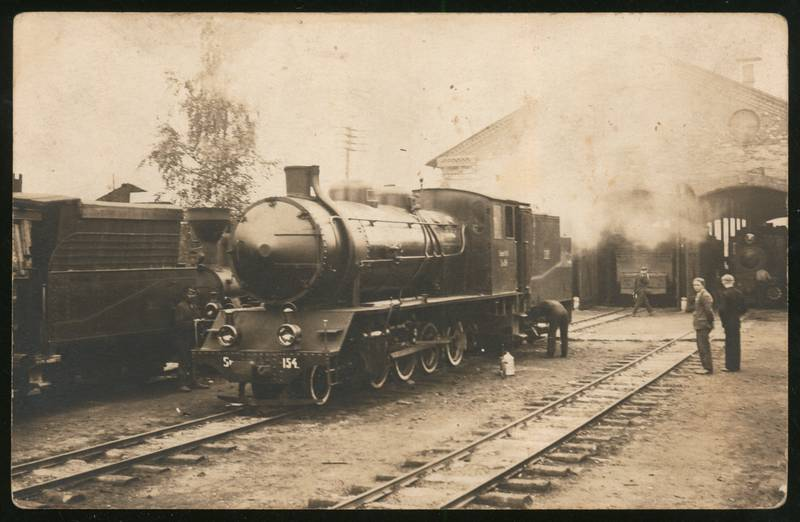
Franz Krull-ånglokomotiv modell Sk-154 vid depån i Mõisaküla, okänt årtal